# Diether Sweeck
Diether Sweeck (17 december 1993) is een Belgisch veldrijder. 
Sweeck is de kleinzoon van oud-wielrenner Alfons Sweeck. Zijn tweelingbroer Laurens en zijn oudere broer Hendrik zijn ook veldrijder. Bij de beloften behaalde Diether in het seizoen 2014-2015 twee overwinningen: Hasselt (België) en Oostmalle. Sinds 2015 rijdt hij als prof. Zijn beste prestatie als professioneel veldrijder was een zesde plaats in de Koppenbergcross.

## Palmares

### Veldrijden
| Seizoen   | Wereldbeker | Superprestige | DVV Trofee | WK  | EK  | BK  | Overige         | Totaal aantal zeges |
| --------- | ----------- | ------------- | ---------- | --- | --- | --- | --------------- | ------------------- |
| 2011-2012 |             |               |            | DNS | NVT | DNS | Medina de Pomar | 1                   |
| 2014-2015 |             |               |            | DNS | NVT | DNS |                 | 0                   |
| 2015-2016 |             |               |            | DNS | DNS | 12e |                 | 0                   |
| 2016-2017 |             |               |            | nvt | nvt | 17e |                 | 0                   |
| 2017-2018 |             |               |            | nvt | nvt |     |                 | 0                   |

## Ploegen
- 2014 –  Corendon-Kwadro
- 2015 –  ERA Real Estate-Murprotec
- 2016 –  ERA-Circus
- 2017 –  ERA-Circus
- 2018 –  Pauwels Sauzen-Vastgoedservice
- 2019 –  Pauwels Sauzen-Vastgoedservice
- 2020 –  Pauwels Sauzen-Bingoal
- 2021 −  Credishop-Fristads